# Xavante (Sprache)
Xavante oder Shavante ist eine Ge-Sprache, die vom Volk der Xavante im Osten von Mato Grosso, Brasilien gesprochen wird.
Die Sprache hat etwa 9.600 Sprecher (Stand: 2006), wovon 7.000 einsprachig sind.
Sie ist eine der wenigen Sprachen mit einer regulären Objekt-Subjekt-Verb-Wortstellung.
Die am nächsten verwandte lebende Sprache ist Xerénte.

## Verbreitung
Die Sprache wird von knapp 10.000 Personen aller Altersgruppen im Osten des brasilianischen Bundesstaates Mato Grosso zwischen den Flüssen Rio das Mortes und Araguaia gesprochen.

## Alphabet
Die Sprache wird in einer modifizierten lateinischen Schrift geschrieben:
| Xavante | Xavante | Xavante | Xavante  | Xavante           | Xavante | Xavante | Xavante | Xavante      | Xavante | Xavante | Xavante | Xavante | Xavante | Xavante | Xavante | Xavante | Xavante | Xavante | Xavante | Xavante | Xavante | Xavante | Xavante | Xavante | Xavante |
| ------- | ------- | ------- | -------- | ----------------- | ------- | ------- | ------- | ------------ | ------- | ------- | ------- | ------- | ------- | ------- | ------- | ------- | ------- | ------- | ------- | ------- | ------- | ------- | ------- | ------- | ------- |
| a       | ã       | b       | d        | dz                | e       | é       | h       | i            | ĩ       | m       | mr      | n       | nh      | o       | õ       | ô       | p       | r       | t       | ts      | u       | w       | y       | ö       | '       |
| IPA     |         |         |          |                   |         |         |         |              |         |         |         |         |         |         |         |         |         |         |         |         |         |         |         |         |         |
| [⁠a⁠]/[⁠ɐ⁠] | [⁠ɑ̃⁠]     | [⁠b⁠]     | [⁠d̪⁠]/[⁠nd̪⁠] | [⁠z⁠]/[⁠ʒ⁠]/[⁠dz⁠]/[⁠dʒ⁠] | [⁠e⁠]     | [⁠ɛ̯⁠]     | [⁠h⁠]     | [⁠iː⁠]/[⁠ɪ⁠]/[⁠i̯⁠] | [⁠ĩ⁠]     | [⁠m⁠]     | [⁠mr⁠]    | [⁠n̩⁠]     | [⁠ɲ⁠]     | [⁠ɔ̯⁠]     | [⁠ɔ̃⁠]     | [⁠o⁠]     | [⁠p(ʰ)⁠]  | [⁠r⁠]     | [⁠t̪(ʰ)⁠]  | [⁠t͡ʃʰ⁠]   | [⁠u⁠]/[⁠ʊ⁠] | [⁠w⁠]     | [⁠ɨ⁠]     | [⁠ə⁠]     | [⁠ʔ⁠]     |